# John Connolly (muzyk)
John Connolly (ur. 21 października 1968 w Atlancie w Georgii) – amerykański gitarzysta.
W latach 1988–1992 w Piece Dogs. W 1992 roku rozpoczął współpracę z zespołem Sevendust.

## Dyskografia
Piece Dogs
- Exes for Eyes (1989)

Sevendust
- Sevendust (1997)
- Home (1999)
- Animosity (2001)
- Seasons (2003)
- Next (2005)
- Alpha (2007)
- Hope & Sorrow (2008)
- Cold Day Memory (2010)